# Cratere Mikumi
Mikumi è un cratere sulla superficie di Marte.